# Zehra Çırak

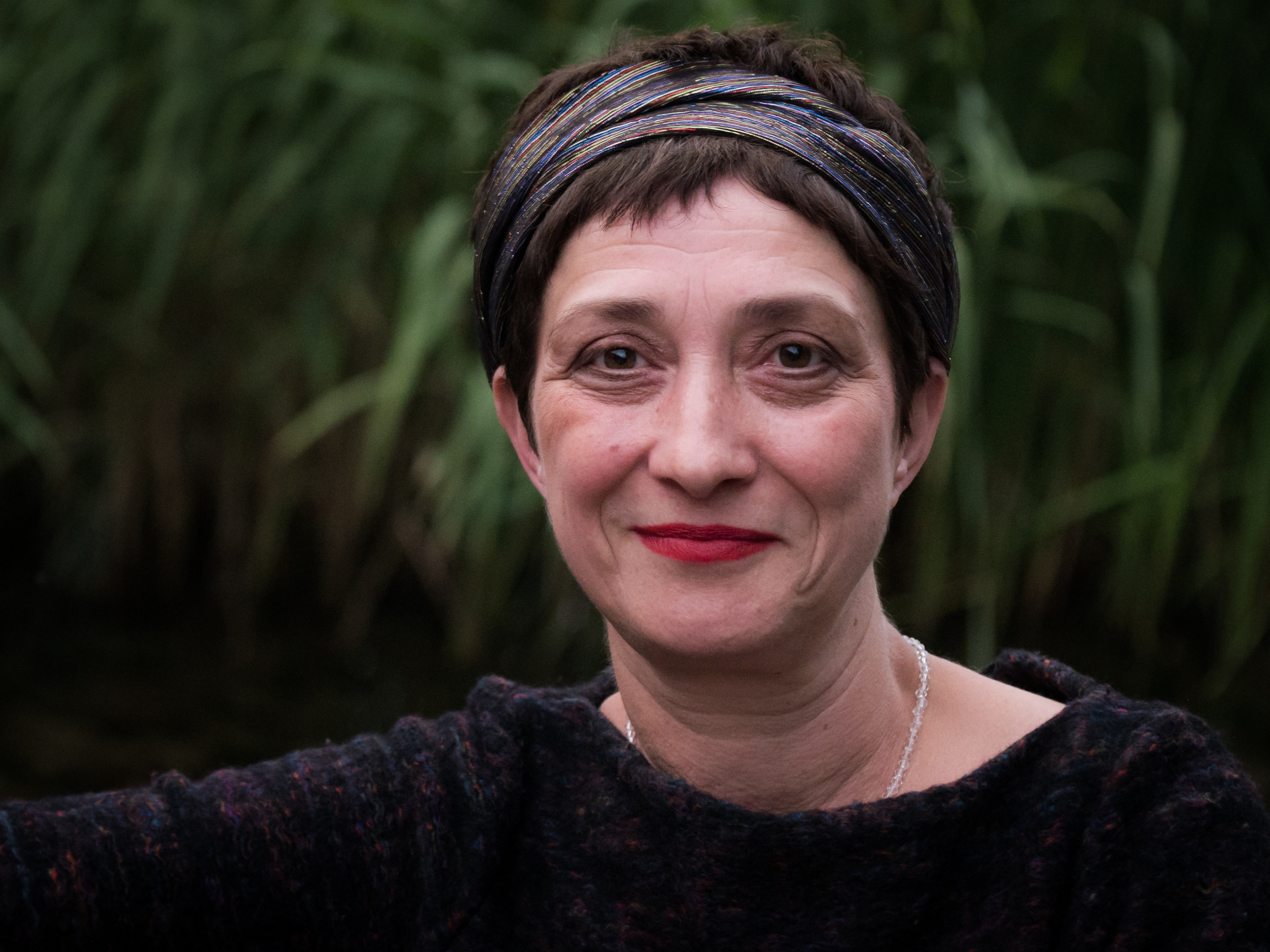
Zehra Çırak beim Hausacher Leselenz 2017

Zehra Çırak (* 1960 in Istanbul, Türkei) ist eine deutsche Dichterin türkischer Abstammung.

## Leben
Çırak kam im Alter von drei Jahren nach Deutschland, seit 1982 lebt sie in Berlin. Nach ersten Veröffentlichungen in Anthologien und Zeitschriften erschien 1987 Flugfänger, der erste Gedichtband. Im Jahre 1993 wurde Çırak der Friedrich-Hölderlin-Förderpreis der Stadt Bad Homburg verliehen und im Jahr 2001 der Adelbert-von-Chamisso-Preis, dessen Förderpreis sie bereits 1989 erhalten hatte. 
Çırak beschäftigt sich in ihrer lyrischen Arbeit mit allgemeinmenschlich-existentiellen und privaten Brüchen und Übergängen, wobei Liebesgedichte und poetologisch-sprachkritische Gedichte einen Schwerpunkt bilden. Viele Gedichte entstanden aus der gemeinsamen Zusammenarbeit mit dem Objektkünstler Jürgen Walter, mit dem sie auch gemeinsame Auftritte im In- und Ausland absolvierte. Rezeption und Kritik sehen Çıraks Arbeit in engem Zusammenhang mit der deutschsprachigen interkulturellen Literatur. Mit dem Gedicht Fremde Flügel auf eigener Schulter ist Çırak in der von Harald Hartung herausgegebenen Anthologie Jahrhundertgedächtnis – Deutsche Lyrik im zwanzigsten Jahrhundert vertreten.

## Werke (Auswahl)
- Flugfänger, Gedichte, Edition artinform, 1988. ISBN 8525494941
- Vogel auf dem Rücken eines Elefanten, Gedichte, Kiepenheuer & Witsch, Köln 1991. ISBN 3462021176
- Fremde Flügel auf eigener Schulter, Gedichte, Kiepenheuer & Witsch, Köln 1994. ISBN 3462023314
- Leibesübungen, Gedichte, Verlag Kiepenheuer & Witsch, Köln 2000. ISBN 3462028804
- In Bewegung, Gedichte und Prosaminiaturen  Verlag Hans Schiler, Berlin 2008. ISBN 3899302109
- Der Geruch von Glück, Erzählungen, Verlag Hans Schiler, Berlin 2011. ISBN 3899302818
- Die Kunst der Wissenschaft, Gedichte, Verlag Hans Schiler, Berlin 2012. ISBN 9783899303766